# Qehath

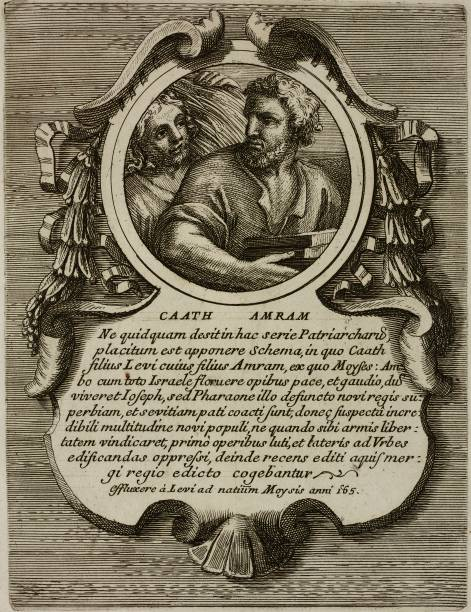
Portrait de Caath et Amran par Bartolomeo Gai en 1751 à Rome.

Qehath est le deuxième fils de Lévi fils de Jacob. Ses descendants s'appellent les Qehathites.

## Famille de Qehath
Qehath est le deuxième fils de Lévi fils de Jacob et a pour frères Guershôn et Merari,,,,,.
Amram, Yitsehar, Hébrôn et Ouzziël sont les quatre fils de Qehath nés en Égypte,,.

## Qehath en Égypte
Qehath part avec son père Lévi et son grand-père Jacob pour s'installer en Égypte au pays de Goshen dans le delta du Nil.

La famille des Qehathites dont l'ancêtre est Qehath sort du pays d'Égypte avec Moïse,.